# Christopher Seider
Christopher Seider (1756? 1759? – Boston, 22 febbraio 1770) è stato un ragazzo ucciso durante i disordini scoppiati a Boston pochi giorni prima del cosiddetto massacro di Boston.
Seider era figlio di poveri immigrati tedeschi arrivati nel 1752 in quello che allora era il Maine e lavorava come servitore nella casa di una ricca vedova.

## Antefatto
A Boston già prima del 1770 era in atto il boicottaggio delle importazioni dal Regno Unito di alcuni beni. Alcuni commercianti per interesse personale si misero contro il sentire comune non aderendo ai non import agreements: Nathaniel Rogers, Thomas e Elisha Hutchinson, James e Patrick McMasters e Theophilus Lillie. L'autodifesa di Lillie fu pubblicata sul "Boston Evening-Post" il 15 gennaio 1770 (p. 4, colonna. 3), dove rivendicava il suo diritto a importare beni britannici. Il suo negozio si trovava in Middle Street nel North End di Boston vicino al New Brick meetinghouse (l'odierna Hanover Street, dietro alla casa di Paul Revere).

## L'uccisione di Christopher Seider
La mattina del 22 febbraio 1770 Christopher Seider si unì a una folla di ragazzi che rumoreggiavano davanti al negozio di Lillie dove era stato posto un cartello di legno con l'elenco degli importers (i commercianti che importavano merci dall'Inghilterra). Accanto al negozio abitava Ebenezer Richardson, un dipendente del servizio doganale e ritenuto un delatore, che voleva interrompere la protesta e cercò di rimuovere il cartello attirando su di sé le ire dei manifestanti. Ne nacque una rissa e Richardson fu costretto a ritirarsi in casa. La folla di giovani, a cui si erano aggiunti alcuni adulti, aveva lanciato pietre rompendo le finestre della sua casa e colpendo la moglie.
Richardson cercò di disperdere i manifestanti e con il suo fucile sparò su di loro. Seider venne colpito al torace e morì quella sera. La fucilata ferì anche il giovane Christopher Gore.
Il funerale di Seider si tenne il lunedì 26 febbraio alle 5 del pomeriggio, organizzato da Samuel Adams a spese della città, con ampia partecipazione di persone. Undici giorni più tardi accadeva il massacro di Boston. Richardson venne condannato per omicidio in quella primavera, ma venne condonato ed ebbe un nuovo lavoro sempre nel servizio doganale perché aveva agito per legittima difesa; questo generò un grande risentimento negli americani contro il governo britannico. La morte di Seider fu quindi uno degli eventi che portarono alla Guerra d'indipendenza americana e alcuni storici ritennero che fosse la prima vittima di quel conflitto.
Mercy Otis Warren (1728-1814), scrittrice e drammaturga, contribuì a farne un martire con la sua opera satirica The Adulateur.

## Incertezze biografiche

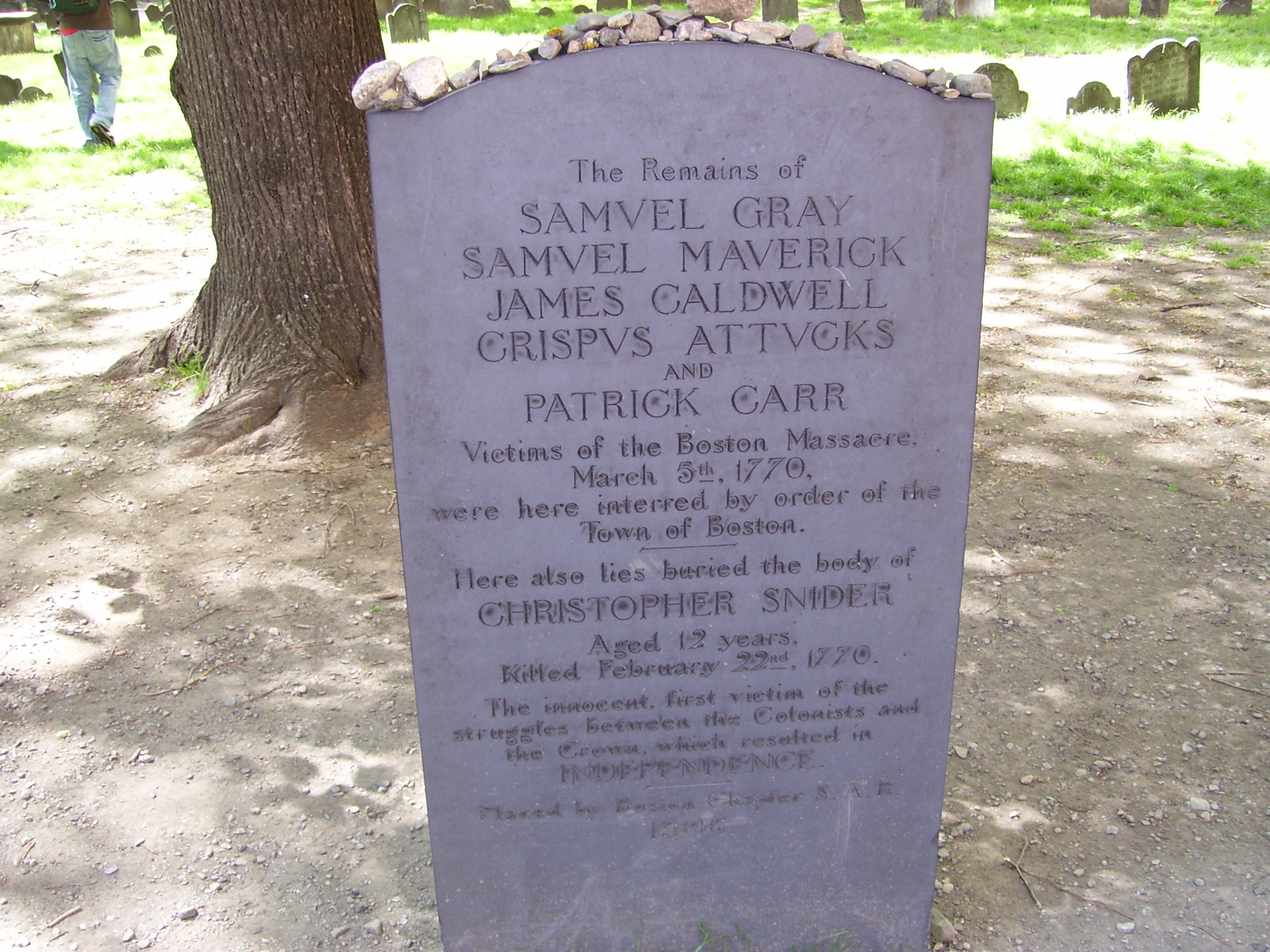
Lapide commemorativa delle vittime del massacro di Boston nel "Granary Burying Ground" dove compare anche Christopher Snider aged 12 years.

La data di nascita di Christopher Seider non è certa: pare sia stato battezzato a Quincy, che allora era incorporata nell'odierna Braintree (Massachusetts), nel marzo 1759.
 Il suo cognome è citato con varianti ortografiche: Sider, Syder, Snider.
Nella lapide commemorativa dei caduti del massacro di Boston viene indicato il cognome Snider e l'età di dodici anni. Le fonti divergono parlando di undici e quattordici anni. Una fonte avanza l'ipotesi che i giornali a favore della Corona britannica riportassero l'età di 14 anni mentre quelli contrari, per accentuare la commozione, dichiarassero l'età di undici anni. Sulla lapide commemorativa, dell'inizio novecento, si sarebbe mediato tra le due versioni.